# Montenils
Montenils je francouzská obec v departementu Seine-et-Marne v regionu Île-de-France. Žije zde 30 obyvatel.

## Poloha obce
Obec leží u trojmezí departementů Seine-et-Marne – Aisne – Marne, tedy i u trojmezí regionů Île-de-France – Hauts-de-France – Grand Est.

### Sousední obce
| Růžice kompasu |            | Dhuys et Morin-en-Brie (Aisne) |                 | Růžice kompasu |
| Růžice kompasu | Montolivet | Sever                          | Rieux (Marne)   | Růžice kompasu |
| Růžice kompasu | Montolivet | Montenils                      | Rieux (Marne)   | Růžice kompasu |
| Růžice kompasu | Montolivet | Jih                            | Rieux (Marne)   | Růžice kompasu |
| Růžice kompasu |            | Le Vézier (Marne)              | Tréfols (Marne) | Růžice kompasu |